# Курганье (Московская область)
Курганье — деревня в городском округе Домодедово Московской области.

## География
Находится в южной части Московской области на расстоянии приблизительно 16 км на юг по прямой от железнодорожной станции Домодедово.

## История
До 2004 года входила в состав Растуновского сельского округа Домодедовского района.

## Население
Постоянное население составляло 16 человек в 2002 году (русские 94 %), 9 в 2010.